# Filles, épouses et une mère
Pour plus de détails, voir Fiche technique et Distribution.
Filles, épouses et une mère (娘・妻・母, Musume tsuma haha) est un film japonais réalisé par Mikio Naruse, sorti en 1960.

## Synopsis
Les Sakanishi forment une famille tokyoïte typique de la classe moyenne à la fin des années 1950. Sous le même toit vivent trois générations : Yūichirō, fils aîné et héritier qui, avec son épouse, a l’obligation de prendre soin de sa mère Aki, veuve. Un jour Sanae, sa fille aînée, revient s’installer dans la maison familiale après la mort de son mari. D’autres soucis attendant la famille Sakanishi. Car Yūichirō, criblé de dettes, a hypothéqué en secret la maison.

## Fiche technique
- Titre : Filles, épouses et une mère
- Titre original : 娘・妻・母 (Musume tsuma haha?)
- Réalisation : Mikio Naruse
- Scénario : Toshirō Ide, Zenzō Matsuyama
- Photographie : Jun Yasumoto
- Musique : Ichirō Saitō
- Producteur : Sanezumi Fujimoto
- Sociétés de production : Tōhō
- Pays d'origine :  Japon
- Langue originale : japonais
- Format : couleur - 2,35:1 - Format 35 mm - Stéréo
- Genre : drame
- Durée : 123 minutes (métrage : 9 bobines - 3 347 m[1])
- Dates de sortie :  
  -  Japon : 21 mai 1960[1]

## Distribution
- Setsuko Hara : Sanae Soga
- Hideko Takamine : Kazuko Sakanishi, l'épouse de Shingo
- Akira Takarada : Reiji Sakanishi
- Hiroshi Koizumi : Hidetaka Tani
- Tatsuya Nakadai : Shingo Kuroki
- Reiko Dan : Haruko Sakanishi
- Mitsuko Kusabue : Kaoru Tani
- Keiko Awaji : Mie Tani
- Daisuke Katō : Shusuke Tetsumoto
- Ken Uehara : Sokei Gojo
- Haruko Sugimura : Kayo Tani
- Hiroshi Tachikawa : Shin Asabuki
- Chieko Nakakita : Kiku Totsuka
- Akemi Kita : une hôtesse du bar
- Chishū Ryū : vieil homme au parc
- Aiko Mimasu : Aki Sakanishi
- Masayuki Mori : Yūichirō Sakanishi
- Reiko Sasamori : un modèle